# Кенеди (футболист)
Ро́берт Ке́неди Ну́нес ду Насиме́нту (порт.-браз. Robert Kenedy Nunes do Nascimento; род. 8 февраля 1996, Санта-Рита-ду-Сапукаи), более известный как Ке́неди, — бразильский футболист, полузащитник клуба «Реал Вальядолид».

## Биография

### Клубная карьера
Спортсмен родился в Санта-Рита-ду-Сапукаи, Бразилия. Родители назвали мальчика в честь сенатора США Роберта Кеннеди. Начал заниматься футболом в академии «Флуминенсе», в которой провёл с 2009 по 2013 год, затем был переведён в главную команду. 28 июля 2013 года дебютировал за «Флу» в Серии А, выйдя на замену Вагнеру в матче против «Гремио» (0:2), проведя на поле 9 минут. 24 мая 2014 года забил свой первый гол в профессиональной карьере, который стал победным над «Баией».
26 июня 2015 года «Флуминенсе» объявил, что Кенеди был продан в неназванный клуб. Сумма трансфера составила 6,3 млн фунтов стерлингов. Позже было подтверждено, что Кенеди был на просмотре в «Челси», где 29 июля сыграл в предсезонном матче против «Барселоны» со специального разрешения «Флуминенсе», так как игрок ещё не был официально подписан. Впоследствии главный тренер «Челси» Жозе Моуринью заявил, что клуб может обеспечить Кенеди разрешение на работу для игры в Премьер-лиге, а не отдавать его в аренду в «Витесс». 22 августа 2015 года, «Челси» завершил трансфер игрока. Через неделю, 29 августа 2015 года, Кенеди дебютировал за «Челси», заменив Сесара Аспиликуэту на 68 минуте в матче 4-го тура Премьер-лиги против «Кристал Пэлас» (1:2). 23 сентября забил за «Челси» первый гол на 52 минуте в матче 3-го раунда Кубка Футбольной лиги против «Уолсолла» (4:1).
1 сентября 2022 года подписал контракт с испанским клубом «Реал Вальядолид».

### Международная карьера
Кенеди выступает за Бразилию на юношеском уровне. В составе сборной до 15 лет становился чемпионом Южной Америки. В составе сборной до 17 лет принимал участие на юношеском чемпионате Южной Америки 2013, где стал бронзовым призёром, забив шесть мячей в восьми играх. Принимал участие на финальном этапе юношеского чемпионата мира 2013. Кенеди был вызван в сборную до 20 лет, для участия в молодёжном чемпионате мира 2015, но вынужден был пропустить его из-за аппендицита, вместо него поехал Малком, в итоге Бразилия на этом чемпионате заняла второе место, проиграв в финале сборной Сербии (1:2).

## Статистика выступлений
| Выступление      | Выступление      | Выступление      | Лига | Лига | Кубок страны | Кубок страны | Кубок лиги | Кубок лиги | Еврокубки | Еврокубки | Прочие | Прочие | Итого | Итого |
| Клуб             | Лига             | Сезон            | Игры | Голы | Игры         | Голы         | Игры       | Голы       | Игры      | Голы      | Игры   | Голы   | Игры  | Голы  |
| ---------------- | ---------------- | ---------------- | ---- | ---- | ------------ | ------------ | ---------- | ---------- | --------- | --------- | ------ | ------ | ----- | ----- |
| Флуминенсе       | Серия А          | 2013             | 9    | 0    | 0            | 0            | 0          | 0          | 0         | 0         | 0      | 0      | 9     | 0     |
| Флуминенсе       | Серия А          | 2014             | 20   | 2    | 1            | 0            | 0          | 0          | 1         | 0         | 0      | 0      | 22    | 2     |
| Флуминенсе       | Серия А          | 2015             | 1    | 0    | 0            | 0            | 0          | 0          | 0         | 0         | 10     | 3      | 11    | 3     |
| Флуминенсе       | Итого            | Итого            | 30   | 2    | 1            | 0            | 0          | 0          | 1         | 0         | 10     | 3      | 42    | 5     |
| Челси            | Премьер-лига     | 2015/16          | 14   | 1    | 2            | 0            | 2          | 1          | 2         | 0         | 0      | 0      | 20    | 2     |
| Челси            | Итого            | Итого            | 14   | 1    | 2            | 0            | 2          | 1          | 2         | 0         | 0      | 0      | 20    | 2     |
| Всего за карьеру | Всего за карьеру | Всего за карьеру | 44   | 3    | 3            | 0            | 2          | 1          | 3         | 0         | 10     | 3      | 62    | 7     |

## Достижения
- Чемпион Англии: 2016/17
- Победитель Клубного чемпионата мира: 2021
- Финалист Кубка Англии: 2016/17
- Финалист Кубка Либертадорес: 2021
- Чемпион Южной Америки среди юношей до 15 лет: 2011
- Серебряный призёр Молодёжного (до 20 лет) чемпионата мира: 2015